# Miturga gilva
Miturga gilva là một loài nhện trong họ Miturgidae.
Loài này thuộc chi Miturga. Miturga gilva được Ludwig Carl Christian Koch miêu tả năm 1872.